# Gimnàstica als Jocs Olímpics d'estiu de 1924 - salt sobre cavall
La competició del salt sobre cavall va ser una de les nou proves de gimnàstica artística que es van disputar als Jocs Olímpics de París de 1924. La prova es disputà entre el 17 i el 20 de juliol de 1924 i hi van prendre part 70 gimnastes de 9 nacions diferents. La competició es va celebrar a l'Estadi Olímpic Yves-du-Manoir.

## Medallistes
| Or               | Plata            | Bronze                  |
| Frank Kriz (USA) | Jan Koutný (TCH) | Bohumil Mořkovský (TCH) |

## Resultats
| Pos.   | Atleta              | Nació          | Puntuació |
| ------ | ------------------- | -------------- | --------- |
| Or     | Frank Kriz          | Estats Units   | 9,980     |
| Plata  | Jan Koutný          | Txecoslovàquia | 9,970     |
| Bronze | Bohumil Mořkovský   | Txecoslovàquia | 9,930     |
| 4      | Leon Štukelj        | Iugoslàvia     | 9,910     |
| 5      | Max Wandrer         | Estats Units   | 9,850     |
| 6      | Janez Porenta       | Iugoslàvia     | 9,760     |
| 7      | Ferdinando Mandrini | Itàlia         | 9,750     |
| 7      | Miroslav Klinger    | Txecoslovàquia | 9,750     |
| 9      | Robert Pražák       | Txecoslovàquia | 9,730     |
| 10     | Ladislav Vácha      | Txecoslovàquia | 9,700     |
| 11     | Al Jochim           | Estats Units   | 9,580     |
| 11     | Curtis Rottman      | Estats Units   | 9,580     |
| 13     | Albert Séguin       | França         | 9,450     |
| 14     | Luigi Cambiaso      | Itàlia         | 9,370     |
| 15     | Bedřich Šupčík      | Txecoslovàquia | 9,330     |
| 16     | Thomas Hopkins      | Regne Unit     | 9,220     |
| 17     | August Güttinger    | Suïssa         | 9,080     |
| 18     | Jean Gounot         | França         | 9,000     |
| 19     | Harold Brown        | Regne Unit     | 8,920     |
| 20     | Léon Delsarte       | França         | 8,770     |
| 21     | Luigi Maiocco       | Itàlia         | 8,750     |
| 22     | Henry Finchett      | Regne Unit     | 8,450     |
| 23     | Jean Gutweninger    | Suïssa         | 8,370     |
| 24     | Otto Pfister        | Suïssa         | 8,330     |
| 25     | Georges Miez        | Suïssa         | 8,170     |
| 26     | Stane Derganc       | Iugoslàvia     | 8,000     |
| 27     | Émile Munhofen      | Luxemburg      | 7,780     |
| 28     | Mihael Oswald       | Iugoslàvia     | 7,716     |
| 29     | Frank Safandra      | Estats Units   | 7,660     |
| 29     | Jacques Palzer      | Luxemburg      | 7,660     |
| 31     | John Mais           | Estats Units   | 7,580     |
| 32     | John Pearson        | Estats Units   | 7,500     |
| 33     | François Gangloff   | França         | 7,430     |
| 34     | Mario Lertora       | Itàlia         | 7,320     |
| 35     | Jaakko Kunnas       | Finlàndia      | 7,230     |
| 35     | Mikko Hämäläinen    | Finlàndia      | 7,230     |
| 37     | Akseli Roine        | Finlàndia      | 7,220     |
| 38     | Aarne Roine         | Finlàndia      | 7,170     |
| 39     | Stane Žilič         | Iugoslàvia     | 7,150     |
| 40     | André Higelin       | França         | 7,130     |
| 41     | Giuseppe Paris      | Itàlia         | 7,080     |
| 41     | Hans Grieder        | Suïssa         | 7,080     |
| 43     | Rudolph Novak       | Estats Units   | 7,000     |
| 43     | Otto Suhonen        | Finlàndia      | 7,000     |
| 45     | Vittorio Lucchetti  | Itàlia         | 6,900     |
| 46     | Josef Wilhelm       | Suïssa         | 6,870     |
| 47     | Väinö Karonen       | Finlàndia      | 6,500     |
| 48     | Théo Jeitz          | Luxemburg      | 5,850     |
| 49     | Josip Primožič      | Iugoslàvia     | 5,750     |
| 50     | Albert Neumann      | Luxemburg      | 5,680     |
| 51     | Eugène Cordonnier   | França         | 5,630     |
| 52     | Charles Quaino      | Luxemburg      | 5,580     |
| 53     | Giorgio Zampori     | Itàlia         | 5,500     |
| 54     | Joseph Huber        | França         | 5,420     |
| 55     | Albert Spencer      | Regne Unit     | 5,150     |
| 56     | Stanley Leigh       | Regne Unit     | 5,070     |
| 57     | Francesco Martino   | Itàlia         | 4,830     |
| 57     | Carl Widmer         | Suïssa         | 4,830     |
| 59     | Samuel Humphreys    | Regne Unit     | 4,600     |
| 60     | Mathias Erang       | Luxemburg      | 3,850     |
| 61     | Rastko Poljšak      | Iugoslàvia     | 3,616     |
| 62     | Stane Hlastan       | Iugoslàvia     | 3,400     |
| 63     | Frank Hawkins       | Regne Unit     | 3,270     |
| 64     | Eetu Kostamo        | Finlàndia      | 3,170     |
| 65     | Pierre Tolar        | Luxemburg      | 2,000     |
| 66     | Eevert Kerttula     | Finlàndia      | 1,170     |
| 67     | Arthur Hermann      | França         | 0,000     |
| 67     | Antoine Rebetez     | Suïssa         | 0,000     |
| 67     | Edward Leigh        | Regne Unit     | 0,000     |
| 67     | Mathias Weishaupt   | Luxemburg      | 0,000     |